# Too Wise Wives
Too Wise Wives er en amerikansk stumfilm fra 1921 af Lois Weber.

## Medvirkende
- Louis Calhern som Mr. David Graham
- Claire Windsor som Marie
- Phillips Smalley som Mr. John Daly
- Mona Lisa som Sara